# Inuitská mytologie
Inuitská mytologie je soubor pověstí a mýtů ústně tradovaných mezi Inuity, obyvateli polárních končin Severní Ameriky. Náboženství v ní obsažené je u Inuitů živé i v dnešních časech. Dominantním prvkem mytologie jsou bytosti zosobňující drsné síly přírody a trestající ty, kteří se nechtějí sklonit před zvyky a moudrostí předků.
V eskymáckých mýtech vystupuje např. liška v mýtu o stvoření světa, kde chce ponechat vládu tmy, v tom jí zabrání zajíc, někdy havran.

## Postavy z mytologie
- Nanuk
- Sedna
- Tekkeitsertok